# لاک-مگانتیک، کبک
لاک-مگانتیک (به فرانسوی: Lac-Mégantic) شهرکی در منطقه شهری لو گرانیت ناحیه استری در استان کبک کانادا است. در سرشماری سال ۲۰۱۱ این شهرک ۵٬۸۵۸ نفر جمعیت داشته‌است و مساحت آن ۲۰٫۳۳ کیلومتر مربع است.